# Sicista betulina
Sicista betulina là một loài động vật có vú trong họ Dipodidae, bộ Gặm nhấm. Loài này được Pallas mô tả năm 1779.
Chúng dài khoảng 5–8 cm dài (không tính chiều dài đuôi), nặng 5-13 g. Chúng sinh sống ở miền bắc châu Âu và châu Á trong các khu rừng và đầm lầy. Loài này ngủ đông trong hang dưới lòng đất. Chúng ăn rể cây non, ngũ cốc, hoa quả, và đôi khi ăn côn trùng.

## Hình ảnh

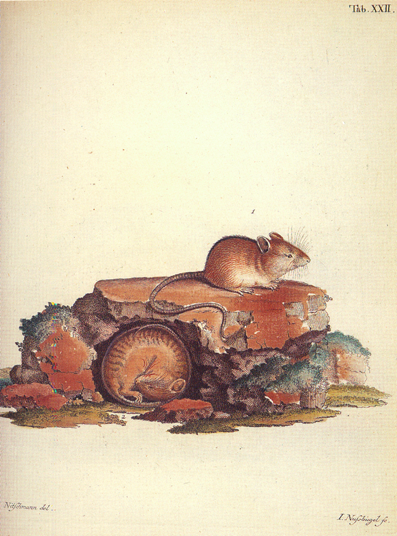
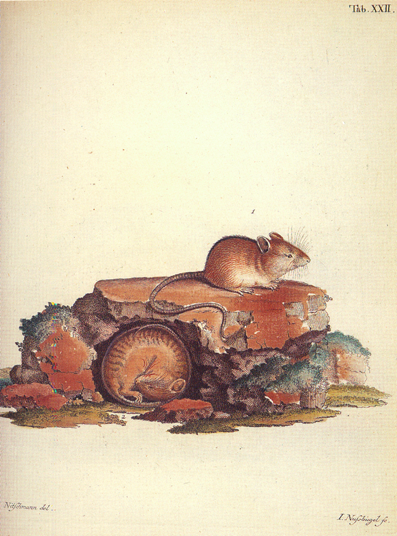
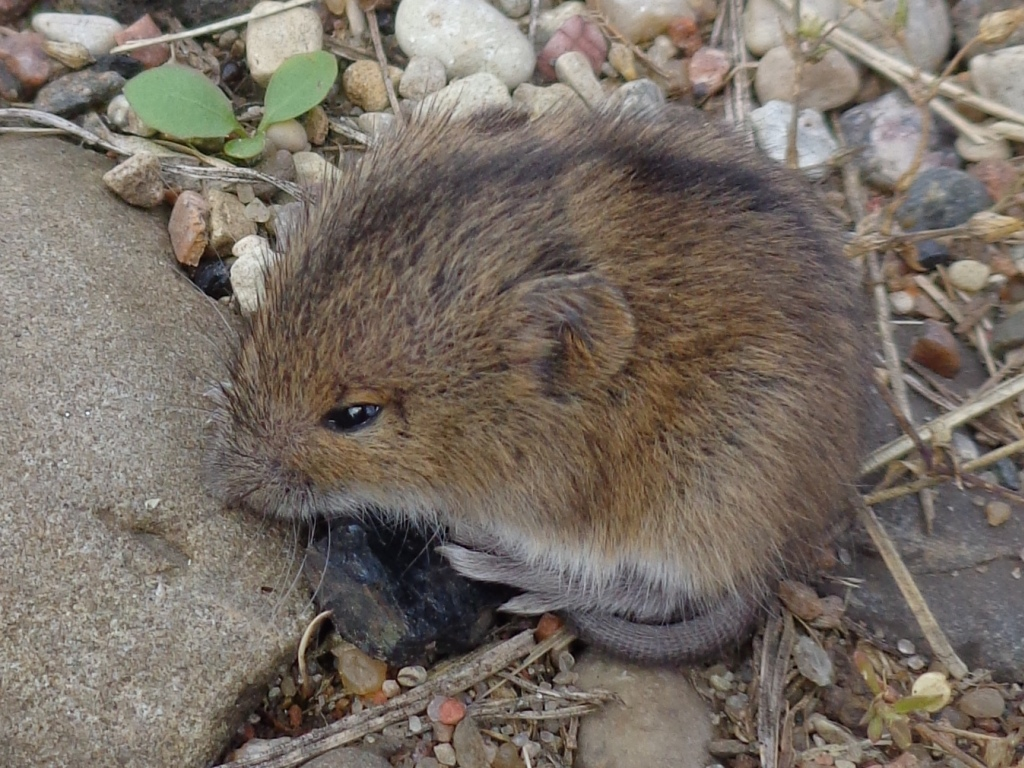
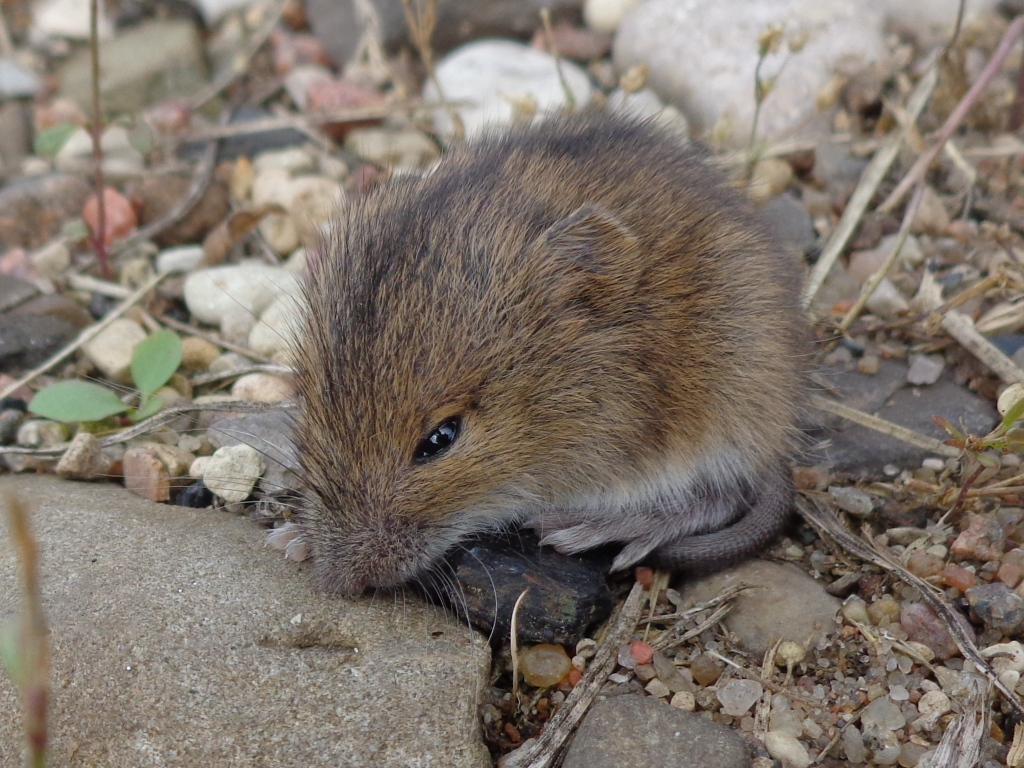